# Tiro con arco en los Juegos Paralímpicos
El tiro con arco adaptado fue incluido en los Juegos Paralímpicos de Verano desde la primera edición que se celebró en Roma (Italia) en 1960.

## Ediciones
| N.º  | Año  | Sede                        | País                       |
| ---- | ---- | --------------------------- | -------------------------- |
| I    | 1960 | Roma                        | Italia                     |
| II   | 1964 | Tokio                       | Japón                      |
| III  | 1968 | Tel Aviv                    | Israel                     |
| IV   | 1972 | Heidelberg                  | RFA                        |
| V    | 1976 | Toronto                     | Canadá                     |
| VI   | 1980 | Arnhem                      | Países Bajos               |
| VII  | 1984 | Nueva York Stoke Mandeville | Estados Unidos Reino Unido |
| VIII | 1988 | Seúl                        | Corea del Sur              |
| IX   | 1992 | Barcelona                   | España                     |
| X    | 1996 | Atlanta                     | Estados Unidos             |
| XI   | 2000 | Sídney                      | Australia                  |
| XII  | 2004 | Atenas                      | Grecia                     |
| XIII | 2008 | Pekín                       | China                      |
| XIV  | 2012 | Londres                     | Reino Unido                |
| XV   | 2016 | Río de Janeiro              | Brasil                     |
| XVI  | 2020 | Tokio                       | Japón                      |
| XVII | 2024 | París                       | Francia                    |

## Medallero histórico
- Actualizado hasta París 2024.[2]

| Núm. | País                          | Oro | Plata | Bronce | Total |
| ---- | ----------------------------- | --- | ----- | ------ | ----- |
| 1    | Estados Unidos (USA)          | 22  | 8     | 17     | 47    |
| 2    | Reino Unido (GBR)             | 19  | 22    | 23     | 64    |
| 3    | Francia (FRA)                 | 15  | 12    | 12     | 39    |
| 4    | Corea del Sur (KOR)           | 15  | 10    | 13     | 38    |
| 5    | Alemania Occidental (FRG)     | 15  | 9     | 10     | 34    |
| 6    | República Popular China (CHN) | 14  | 10    | 9      | 33    |
| 7    | Italia (ITA)                  | 9   | 12    | 13     | 34    |
| 8    | Sudáfrica (RSA)               | 6   | 4     | 1      | 11    |
| 9    | Japón (JPN)                   | 5   | 12    | 9      | 26    |
| 10   | Bélgica (BEL)                 | 5   | 6     | 2      | 13    |
| 11   | Finlandia (FIN)               | 4   | 5     | 3      | 12    |
| 11   | Suecia (SWE)                  | 4   | 5     | 3      | 12    |
| 13   | Irán (IRI)                    | 4   | 4     | 3      | 11    |
| 14   | Zimbabue (ZIM)                | 4   | 0     | 0      | 4     |
| 15   | Australia (AUS)               | 3   | 9     | 4      | 16    |
| 16   | República Checa (CZE)         | 3   | 6     | 3      | 12    |
| 17   | Noruega (NOR)                 | 3   | 3     | 3      | 9     |
| 18   | Austria (AUT)                 | 3   | 2     | 1      | 6     |
| 19   | Alemania (GER)                | 3   | 1     | 2      | 6     |
| 20   | Canadá (CAN)                  | 3   | 0     | 2      | 5     |
| 21   | Países Bajos (NED)            | 2   | 9     | 3      | 14    |
| 22   | Polonia (POL)                 | 2   | 5     | 4      | 11    |
| 23   | Suiza (SUI)                   | 2   | 3     | 4      | 9     |
| 24   | Turquía (TUR)                 | 2   | 3     | 2      | 7     |
| 25   | Rusia (RUS)                   | 2   | 1     | 2      | 5     |
| 26   | Dinamarca (DEN)               | 2   | 0     | 2      | 4     |
| 27   | Irlanda (IRL)                 | 1   | 1     | 0      | 2     |
| 27   | Nueva Zelanda (NZL)           | 1   | 1     | 0      | 2     |
| 29   | Eslovaquia (SVK)              | 1   | 0     | 2      | 3     |
| 29   | India (IND)                   | 1   | 0     | 2      | 3     |
| 29   | RPC (RPC)                     | 1   | 0     | 2      | 3     |
| 32   | Equipo Unificado (EUN)        | 1   | 0     | 0      | 1     |
| 32   | México (MEX)                  | 1   | 0     | 0      | 1     |
| 32   | Mongolia (MGL)                | 1   | 0     | 0      | 1     |
| 35   | España (ESP)                  | 0   | 2     | 1      | 3     |
| 36   | Tailandia (THA)               | 0   | 2     | 0      | 2     |
| 37   | Chile (CHI)                   | 0   | 1     | 0      | 1     |
| 37   | Malasia (MAS)                 | 0   | 1     | 0      | 1     |
| 37   | Ucrania (UKR)                 | 0   | 1     | 0      | 1     |
| 40   | China Taipéi (TPE)            | 0   | 0     | 2      | 2     |
| 41   | Eslovenia (SLO)               | 0   | 0     | 1      | 1     |
|      | TOTAL                         | 179 | 170   | 160    | 509   |